# حدوة الحصان
حِذْوة الحصان أو الشُّبَيْكة أو نَعْل الفَرَس أو صفيحة الخيل أو البِيقة النِّضْويَّة (باللاتينية: Hippocrepis) جنس نباتي من الفصيلة البقولية. وهو نحو ثلاثين نوعًا. سمي بذلك لشكل قرونه. موطنها حوض البحر الأبيض المتوسط، وخصوصًا غربه. وأكثر أنواعه في المغرب العربي وإسبانيا.

## من أنواعهاالواطنةفيالوطن العربي
- حدوة الحصان الأطلسية (باللاتينية: Hippocrepis atlantica) في المغرب العربي
- حدوة الحصان ثنائية الأزهار (باللاتينية: Hippocrepis biflora) في بلاد الشام ومصر والمغرب العربي وحوض البحر الأبيض المتوسط والقوقاز
- حدوة الحصان الجبلية (باللاتينية: Hippocrepis monticola) في المغرب العربي
- حدوة الحصان الحدائقية (باللاتينية: Hippocrepis emerus) في بلاد الشام والمغرب العربي ومعظم مناطق أوروبا
- حدوة الحصان الخشنة (باللاتينية: Hippocrepis scabra) في المغرب العربي
- حدوة الحصان الصغيرة (باللاتينية: Hippocrepis minor) في المغرب العربي
- حدوة الحصان الضيقة (باللاتينية: Hippocrepis constricta) في بلاد الشام ومصر والمغرب العربي
- حدوة الحصان عديدة الثمار (باللاتينية: Hippocrepis multisiliquosa) في بلاد الشام وسيناء والمغرب العربي وبعض مناطق شمال حوض البحر المتوسط وأوكرانيا
- حدوة الحصان قصيرة البتلات (باللاتينية: Hippocrepis brevipetala) في المغرب العربي
- حدوة الحصان مستديرة الثمار (باللاتينية: Hippocrepis cyclocarpa) في المغرب العربي
- حدوة الحصان المغربية (باللاتينية: Hippocrepis maura) أو (باللاتينية: Hippocrepis salzmannii subsp. maura) في المغرب العربي
- حدوة الحصان المهملة (باللاتينية: Hippocrepis neglecta) في المغرب العربي
- حدوة الحصان الهالية (باللاتينية: Hippocrepis areolata) في بلاد الشام ومصر والمغرب العربي
- حدوة الحصان وحيدة الثمرة (باللاتينية: Hippocrepis unisiliquosa) في بلاد الشام ومصر والمغرب العربي وتركيا وحوض البحر الأسود

## من أنواعه الأخرى
- حدوة الحصان البلنسية (باللاتينية: Hippocrepis valentina)
- حدوة الحصان البليارية (باللاتينية: Hippocrepis balearica)
- حدوة الحصان الحرشفية (باللاتينية: Hippocrepis squamata)
- حدوة الحصان الرمادية (باللاتينية: Hippocrepis glauca)
- حدوة الحصان الشجيرية (باللاتينية: Hippocrepis fruticescens)
- حدوة الحصان الصخرية (باللاتينية: Hippocrepis rupestris)
- حدوة الحصان الطليطلية (باللاتينية: Hippocrepis toletana)
- حدوة الحصان طويلة الشعر (باللاتينية: Hippocrepis comosa)
- حدوة الحصان العقربية (باللاتينية: Hippocrepis scorpioides)
- حدوة الحصان المتغيرة (باللاتينية: Hippocrepis commutata)
- حدوة الحصان الهدبية (باللاتينية: Hippocrepis ciliata)